# Grijze bronslak

De grijze bronslak (Bythinella dunkeri) is een slakkensoort uit de familie van de Hydrobiidae. De wetenschappelijke naam van de soort is voor het eerst geldig gepubliceerd in 1857 door Frauenfeld. 

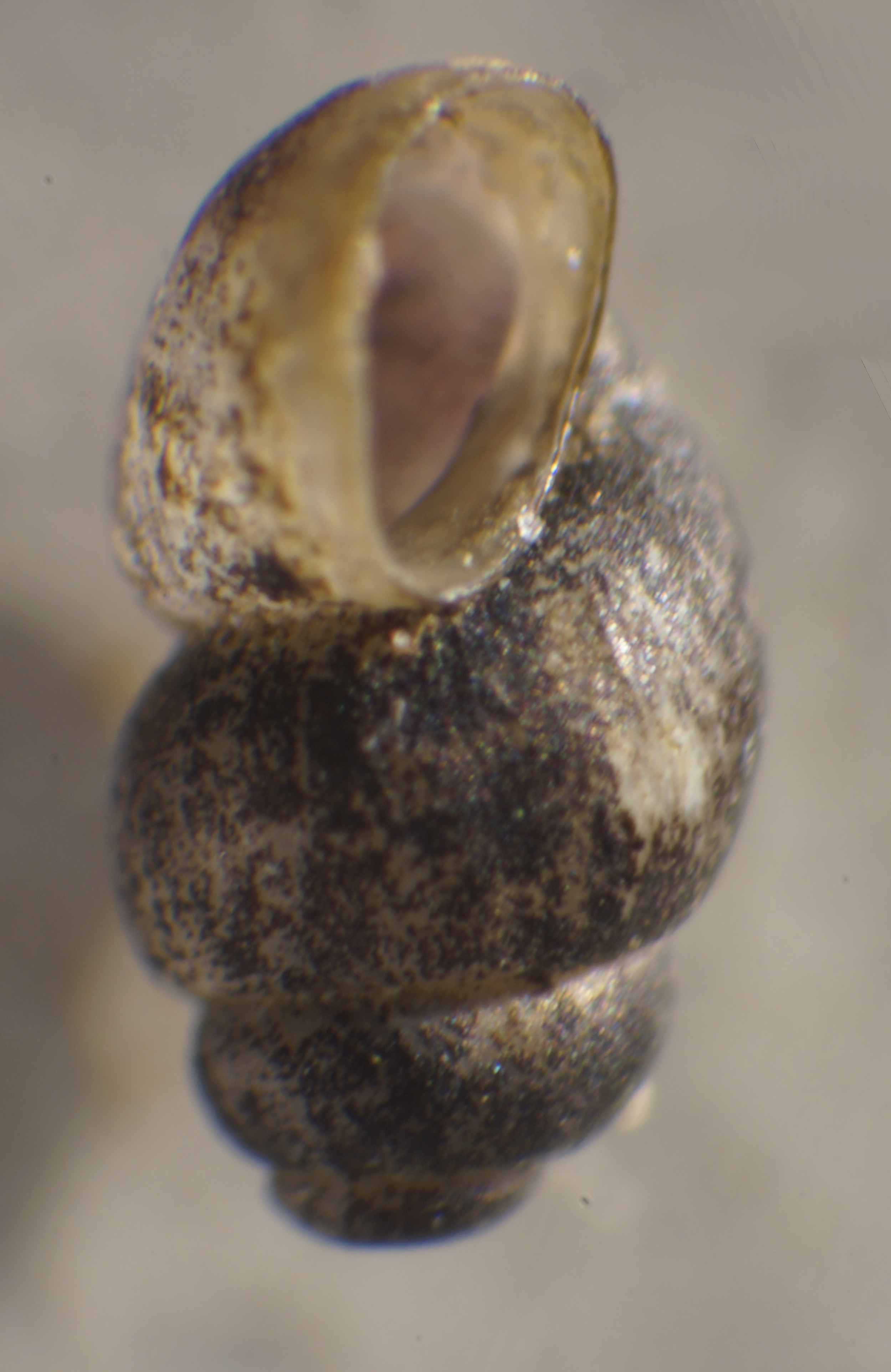
Grijze bronslak, huis